# 米奇·韋諾恩
詹姆斯·巴頓·「米奇」·韋諾恩（英語：James Barton "Mickey" Vernon，1918年4月22日—2008年9月24日），為美國職棒大聯盟的一壘手。職業生涯曾效力過參議員、印地安人、紅襪、勇士與海盜等隊。1961年至1963年，他在參議員(今遊騎兵隊)擔任總教練，成為隊史首任總教練。

## 職業生涯

### 球員生涯
韋諾恩以前就讀於維拉諾瓦大學。1939年7月8日，21歲的他登上大聯盟。1944年至1945年，韋諾恩因為二戰加入美軍服役而暫退職棒圈。他在服役期間認識了兩位年輕的棒球員Billy Goodman與Larry Doby，這兩位球員後來也都順利登上大聯盟。其中Doby更成為了美聯史上第一位黑人球員。
1946年，韋諾恩重返職棒，而他也在那年打敗泰德·威廉斯拿下打擊王。1953年，他再次拿下打擊王，也使得艾爾·羅森無緣拿下打擊三冠王。1954年，韋諾恩寫下生涯新高的單季20轟與97分打點。
1960年9月1日，在海盜隊擔任教練團之一的韋諾恩被球隊放進40人名單中。該年他僅出賽9場比賽，並大多擔任代打，不過也使得他成為了第29位在四個年代(1930年代至1960年代)都有出賽紀錄的球員。9月25日，海盜隊在韋諾恩的生涯最終戰拿下了國聯冠軍。當時42歲的韋諾恩是國聯最老的球員，可惜他沒有進入季後賽名單，反而回到教練團工作。不過海盜最後拿下了冠軍，韋諾恩也終於拿下了生涯首冠。他生涯出賽2409場比賽卻沒有打過一場季後賽是大聯盟史上第三長的紀錄，僅次於「小熊先生」厄尼·班克斯和白襪名將路克·艾普林。
韋諾恩的生涯打擊率為2成86，並敲出2496支安打、172支全壘打與1311分打點。

#### 生涯打擊數據
| 出賽數 | 打席 | 打數 | 得分 | 安打 | 二安 | 三安 | 全壘打 | 打點 | 盜壘 | 保送 | 三振 | 打擊率 | 上壘率 | 長打率 | 觸身球 | 守備率 |
| 2409   | 9839 | 8731 | 1196 | 2495 | 490  | 120  | 172    | 1311 | 137  | 955  | 869  | .286   | .359   | .428   | 49     | .990   |

### 執教生涯
1961年，美聯新增了洛杉磯天使與華盛頓參議員(今遊騎兵隊)。而韋諾恩則成為了遊騎兵隊的隊史首任總教練。由於遊騎兵還是一支草創球隊，隊員間的默契還在磨合，使得前兩個球季球隊便吞下了201敗。1963年，遊騎兵開季拿下14勝26敗。球隊也在5月21日開除韋諾恩，最後他拿下執教135勝227敗的成績。
之後韋諾恩便在大聯盟擔任教練團，其中包含海盜、紅雀、博覽會與洋基等隊。而他也曾於3A和2A球隊執教過，在退休前，韋諾恩也曾在道奇與皇家兩隊擔任過打擊教練。

#### 執教成績
| 球隊         | 開始年 | 結束年 | 例行賽戰績 | 例行賽戰績 | 例行賽戰績 |
| 球隊         | 開始年 | 結束年 | W          | L          | Win %      |
| ------------ | ------ | ------ | ---------- | ---------- | ---------- |
| 華盛頓參議員 | 1961   | 1963   | 135        | 227        | .373       |

## 逝世
2008年9月24日，韋諾恩因中風去世，享壽90歲。

## 紀念
2009年，大聯盟曾將10位於1943年以前登上大聯盟的球員納入名人堂票選中，而韋諾恩也是其中之一。不過他的得票率僅41.7%，無緣入選名人堂。
韋諾恩生涯有2237場比賽擔任一壘手，在大聯盟史上僅次於「鷹眼」傑克·貝克利的2377場。而他也是少數生涯守備率能高達9成90的一壘手，他生涯參與的雙殺次數也是一壘手最多。
在賓州的拉德諾(Radnor)建了一座韋諾恩博物館，以紀念這位1940-50年代的棒球球星。去世後，他被葬在賓州林伍德的克羅夫特草坪公墓裡。

## 外部連結
- 球員資訊和成績在MLB，ESPN，Baseball-Reference，Fangraphs（英文）